# Diocesi di Aarhus
La diocesi di Aarhus (in danese: Århus Stift) è una diocesi della Chiesa di Danimarca. La sede vescovile è presso la cattedrale di San Clemente, ad Aarhus, nello Jutland Centrale, Danimarca.

## Storia
La diocesi di Aarhus è stata eretta nel 948. In seguito alla Riforma del 1536, la sede cattolica è stata sostituita da una diocesi luterana. Oggi la diocesi è suddivisa in quattordici decanati. 

## Cronotassi dei vescovi
- Mads Lang † (1537 - 1557)
- Lauritz Bertelsen † (1557 - 1587)
- Peder Jensen Vinstrup † (1587 - 1590)
- Albert Hansen † (1590 - 1593)
- Jens Gjødesen † (1593 - 1626)
- Morten Madsen † (1626 - 1643)
  - Sede vacante (1643 - 1645)
- Jacob Matthiesen † (1645 - 1660)
- Hans Brochmand † (1660 - 1664)
- Erik Grave † (1664 - 1691)
- Johannes Bræm † (1691 - 1713)
- Johannes Ocksen † (1713 - 1738)
- Peder Jacobsen Hygom † (1738 - 1764)
- Poul Mathias Bildsøe † (1764 - 1777)
- Jørgen Hee † (1777 - 1788)
- Hector Frederik Janson † (1788 - 1805)
- Andreas Birch † (1805 - 1829)
- Peter Hans Mønster † (1829 - 1830)
- Jens Pauldan-Müller † (1830 - 1845)
- Gerhard Peter Brammer † (1845 - 1881)
- Bruun Juul Fog † (1881 - 1884)
- Johannes Clausen † (1884 - 1905)
- Fredrik Nielsen † (1905 - 1907)
- Hans Sophus Sørensen † (1907 - 1916)
- Thomas Schiøler † (1916 - 1931)
- Fritz Bruun Rasmussen † (1931 - 1940)
- Skat Hoffmeyer † (1940 - 1962)
- Kaj Jensen † (1962 - 1963)
- Henning Høirup † (1963 - 1980)
- Herlof Eriksen † (1980 - 1994)
- Kjeld Holm † (1994 - 2015)
- Henrik Wigh-Poulsen, dal 2015